# The Bells of Rhymney
The Bells of Rhymney è il titolo di una canzone folk musicata dal cantautore Pete Seeger su versi del poeta gallese Idris Davies (1905-1953), attivista socialista, poeta-contro e, nella sua breve vita, cantore dei miners, i minatori del Galles meridionale.

## Storia
Composta nel 1959 sulla base del componimento poetico Gwalia Deserta, la canzone - in forma di ballata - è diventata, per il suo contenuto politico, uno degli inni del movement, il movimento di protesta statunitense di ispirazione progressista attivo alla fine degli anni cinquanta e nei primi anni sessanta nella rivendicazione dei diritti civili.
La canzone tratta del fallimento di uno sciopero generale tentato nel Regno Unito nel 1926 e della grande depressione che colpì in modo particolare le miniere del sud del Galles.
Seeger adattò al testo una filastrocca infantile inglese - Oranges and Lemons - per creare quello che sarebbe divenuto uno standard del repertorio folk anglosassone.
Così come in Oranges and Lemons - il cui canto giocoso cita le diverse campane di Londra che suonano - anche nella canzone di Seeger vengono citate campane di diverse località del Galles meridionale, il cui suono lamentoso ricorda le sofferenze delle popolazioni più deboli.

## Versioni
The Bells of Rhymney è stata cantata in concerto o incisa su disco da diversi artisti. La versione più conosciuta è quella country-rock del gruppo musicale californiano The Byrds, inserita nell'album Mr. Tambourine Man, ma di rilievo sono anche le reinterpretazioni fatte da Jimmy Page, Judy Collins, Dick Gaughan, Cher, Robyn Hitchcock, Oysterband, Weddings Parties Anything e del gruppo rock britannico The Alarm.
Anche Bob Dylan la esegue talvolta live in concerto, così come John Denver (che l'ha cantata anche insieme a Joni Mitchell del Mitchell Trio), mentre Robin Williamson l'ha incisa in un disco di letture poetiche.
In Italia una cover di The Bells of Rhymney - con arrangiamento simile a quello dei Byrds - è stata fatta dal gruppo de I Profeti.